# Mateo Alemán
Mateo Alemán y de Enero (Sevilla 1547 – 1615? Ciudad de México) byl španělský spisovatel.

## Biografie
V roce 1564 dokončil sevillskou universitu, později studoval v Salamance a v Alcale, v letech 1571 - 1588 pracoval ve státní pokladně, v roce 1594 byl zatčen pro podezření ze zpronevěry, brzy byl ale propuštěn.

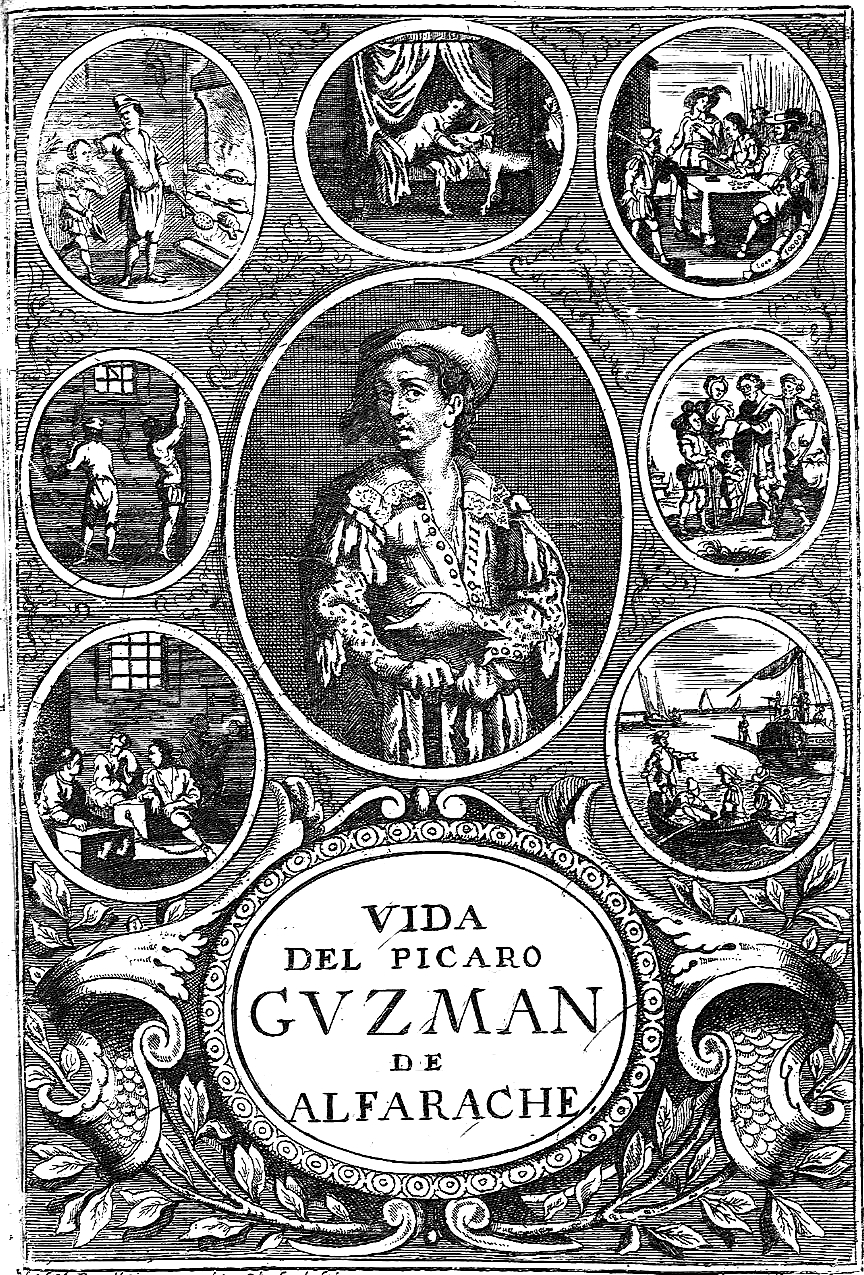
Guzmán de Alfarache, Antverpy, 1681

Pocházel z židovské rodiny násilně obrácené na křesťanství po roce 1492. V roce 1599 publikoval první část svého významného pikareskního románu Guzmán de Alfarache, která za pět let byla vydána více než šestnáctkrát, v roce 1602 bylo publikováno podvržené pokračování, pravé ale vyšlo až po roce 1604.
V roce 1571 si vzal Catilinu de Espinosa. Manželství bylo nešťastné, byl pořád ve finančních problémech, v roce 1602 byl v Seville uvězněn do vězení pro dlužníky.
V roce 1608 Alemán odešel do Ameriky, údajně chtěl v Ciudad de México pracovat jako tiskař. Tam také vyšlo jeho dílo Ortografía castellana (1609), obsahující vynalézavé a praktické návrhy na reformu španělského pravopisu. Od roku 1609 nejsou o Alemánovi žádné zmínky, někdy se ale tvrdí, že v roce 1617 byl stále naživu.
Napsal také životopis Antonína z Padovy (1604) a dvě ódy ve stylu Horacia, svědčící o jeho vkusu a metrické vytříbenosti. Jeho nejvýznamnější dílo je ale pikareskní román Guzmán z Alfarache, který byl mnohokrát přeložen do jiných jazyků.